# Dan Castellaneta
Daniel Louis „Dan” Castellaneta (ur. 29 października 1957 w Oak Park k. Chicago) – amerykański aktor pochodzenia włoskiego, specjalizujący się w podkładaniu głosów pod postacie filmowe. Najbardziej jest znany jako głos Homera Simpsona i wielu innych postaci z serialu animowanego Simpsonowie. Za tę rolę trzykrotnie otrzymał nagrodę Emmy, w latach 1992, 1993 i 2004.
Poza rolami czysto głosowymi, czasami grywa drugoplanowe i epizodyczne role w filmach i serialach telewizyjnych. Wystąpił m.in. w pokazywanym w Polsce filmie W pogoni za szczęściem jako Alan Frakesh. W 2015 roku pojawił się w trzecioplanowej roli Pana Kenny'ego w filmie Fantastyczna Czwórka.
Wystąpił też gościnnie w szóstym sezonie serialu Gotowe na wszystko jako Jeff Bicks.

## Simpsonowie
Lista postaci serialu Simpsonowie, którym Dan użycza głosu:
- Homer Simpson
- Abraham „Dziadek” Simpson
- Barney Gumble
- Klaun Krusty
- Burmistrz Quimby
- Hans Moleman
- Woźny Willie
- Pomocnik Mel
- Pomocnik Świętego Mikołaja
- Śnieżynka II
- mysz Poharatka
- Kodos
- Louie
- Marty
- Charlie
- Artie Ziff
- Kapitan Lance